# 先天性異常
先天性異常(せんてんせいいじょう、英: congenital disorder)または、先天性欠損(せんてんせいけっそん、英: birth defect)は、原因に関係なく出生時に存在する障害のことである。先天性欠損症は身体障害、知的障害、発達障害などの障害を生じる。障害は軽度から重度まで様々である。先天性異常は、主に2つのタイプに分けられ、1つは身体の一部の形状に問題がある構造障害と、もう1つは身体の働きに問題がある機能障害である。機能障害は、代謝異常症や変性疾患などが含まれる。いくつかの先天性欠損症は構造的および機能的障害の両方を含む。 
先天性異常は、遺伝的または染色体障害、特定の薬品または化学物質の曝露、妊娠中の特定の感染症などが起因の場合がある。危険因子には、妊娠中の葉酸欠乏症、飲酒、喫煙、糖尿病の管理不良、35歳以上での妊娠などがあげられる。多くの先天性異常は複数の要因が含まれると考えられている。先天性異常は出生時に見られるか、スクリーニング検査によって診断されることがある。いくつかの障害は様々な出生前検査によって検出することができる。
治療法は疑われる障害のタイプによって異なる。治療には、セラピー、投薬、手術、福祉用具などが用いられる。2015年までの先天性異常の患者数は約9,600万人である。米国での発症率は新生児の約3％である。先天性異常による2015年の死亡者数は約628,000人であり、1990年の751,000人から減少した。最も死亡数が多い先天性異常のタイプは先天性心疾患の303,000人であり、次に神経管欠損症の65,000人である。 